# Референдум у Швейцарії (2014)
9 лютого 2014 року у Швейцарії було проведено три референдуми. Виборці вирішували чи підтримують вони введення квоти на імміграцію, федеральний указ про фінансування та розбудови мережі залізниць, та федеральну народну ініціативу про аборти. Наступні референдуми заплановані на 18 травня, 28 вересня та 30 листопада.

## Лютневі референдуми
Референдум про аборти пропонував скасувати оплату абортів компаніями медичного страхування та проводити їх за рахунок матері.
Антиімміграційна пропозиція була висунута Швейцарською народною партією, всупереч принципу свободи переміщення робочої сили між ЄС та Швейцарією, який було введено після референдуму у 2000 році.
Ініціатива про мережу залізниць передбачала об'єднання наявних федеральних та підпорядкованих кантонам фондів у єдиний постійний фонд інфраструктури залізних доріг і встановити програму вдосконалення проєктів на близько 42 мільярди франків на понад 40 років, федеральним радам надавався механізм постійного вдосконалення програми. Початкова програма передбачала збільшення швидкості на міжміських залізницях та розширення мережі швидкісних залізниць S-Bahn навколо Берна, Базеля та Женеви.

### Результати
Референдум про аборти, який мав би винести оплату абортів зі сфери загального медичного страхування провалився з великим відривом: близько 70 % виборців відкинули пропозицію.
Пропозиція про обмеження імміграції пройшла з невеликою перевагою — 50,3 % виборців висловили підтримку, крім того, необхідна більшість кантонів схвалила пропозицію. Імміграційна міра вимагає від швейцарського уряду або, протягом трьох років, переглянути домовленість між Швейцарією та ЄС щодо вільного пересування людей або відкликати угоду. Пропозиція надає повноваження повторного перегляду строгих квот для різних категорій іммігрантів і обмежує іноземців брати членів сімей жити до Швейцарії, обмежує доступ до швейцарського соціального забезпечення та змоги просити притулок. Опитування громадської думки перед голосуванням показало перевагу опонентів імміграційної міри, проте їхня перевага почала зникати з наближенням дня голосування.
Типова явка виборців у Швейцарії складає близько 40 %, і 55,8 % явка у лютому 2014 року вважається високою.
| Питання                                                                                  | За        | За   | Проти     | Проти | Недійсні бюлетні | Загалом голосів | Зареєстровані виборці | Явка | Кантони за | Кантони за | Кантони проти | Кантони проти |
| Питання                                                                                  | Голоси    | %    | Голоси    | %     | Недійсні бюлетні | Загалом голосів | Зареєстровані виборці | Явка | Full       | Half       | Full          | Half          |
| ---------------------------------------------------------------------------------------- | --------- | ---- | --------- | ----- | ---------------- | --------------- | --------------------- | ---- | ---------- | ---------- | ------------- | ------------- |
| Ініціатива про аборти                                                                    | 873 603   | 30,2 | 2 019 033 | 69,8  |                  |                 |                       | 55,5 | 0          | 1          | 20            | 5             |
| «Проти масової імміграції»                                                               | 1 463 954 | 50,3 | 1 444 428 | 49,7  |                  |                 | 55,8                  | 12   | 5          | 8          | 1             |               |
| Фінансування та розвиток інфраструктури залізних доріг                                   | 1 776 688 | 62,0 | 1 088 210 | 38,0  |                  |                 | 55,0                  | 19   | 6          | 1          | 0             |               |
| Джерела: Government of Switzerland, Government of Switzerland, Government of Switzerland |           |      |           |       |                  |                 |                       |      |            |            |               |               |

### Наслідки
Завдяки проходженню ініціативи про обмеження імміграції, Швейцарія фактично відмовила Хорватії у вільному пересуванні її громадян. У відповідь ЄС виключив Швейцарію з програм Еразмус та Горизонт 2020, найбільшої освітньої та дослідницької програми у Європі.

## Травневі референдуми
Чотири референдуми пройдуть у Швейцарії 18 травня 2014 року.
Ініціатива про мінімальну заробітну плату передбачає, що уряд повинен сприяти прийняттю мінімальної заробітної плати у колективних договорах та встановити національний мінімум оплати 22 франки (24 долари) за годину.
Інші референдуми включають зміни до першої медичної допомоги, збільшення протидії педофілії, та придбання винищувача Saab JAS 39 Gripen.